# Condado de Lee (Mississippi)
O Condado de Lee é um dos 82 condados do estado norte-americano do Mississippi. A sua sede de condado é Tupelo, que é também a sua maior cidade.
O condado tem uma área de 1173 km² (dos quais 10 km² estão cobertos por água), uma população de 82 910 habitantes, e uma densidade populacional de 71,3 hab/km² (segundo o censo nacional de 2010). O condado foi fundado em 1866 e o seu nome é uma homenagem ao general Robert E. Lee (1807–1870), comandante do Exército dos Estados Confederados na Guerra Civil Americana.

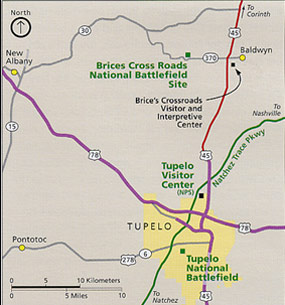
Mapa da região de Tupelo, sede do condado de Lee, Mississippi